# Solenopsis emeryi
Solenopsis emeryi är en myrart som beskrevs av Santschi 1934. Solenopsis emeryi ingår i släktet eldmyror, och familjen myror. Inga underarter finns listade i Catalogue of Life.